# Thẩm
Thẩm (chữ Hán: 沈, Bính âm: Shen, Việt bính: Shum) là một họ phổ biến ở Trung Quốc. Họ này đứng thứ 14 trong danh sách Bách gia tính. Họ này cũng khá phổ biến ở Triều Tiên (Hangul: 심, Romaja quốc ngữ: Shim), người mang họ Sim chiếm khoảng 1% dân số Hàn Quốc. Họ Thẩm ở Việt Nam là một họ hiếm.
Chữ 沈 còn có một âm là Trầm nhưng hiếm dùng để gọi họ người, đại đa số họ 沈 được gọi là Thẩm trong quốc ngữ. Một số trường hợp ngoại lệ như tài phiệt ngân hàng Trầm Bê, Trầm Khải Hòa... cũng chính là họ 沈 (Thẩm/Trầm).

## Người Trung Quốc họ Thẩm nổi tiếng
- Thẩm Quốc Phóng, trợ lý bộ trưởng Bộ Ngoại giao Trung Quốc
- Thẩm Kim Long, tư lệnh Hải quân PLA
- Thẩm Điện Hà, diễn viên, người dẫn chương trình Hồng Kông
- Thẩm Nhất Minh, tổng tham mưu trưởng quân đội Đài Loan
- Thẩm Nguyệt, diễn viên Trung Quốc
- Thẩm Mộng Giao, nữ ca sĩ, thành viên nhóm SNH48
- Thẩm Bích Quân,nhân vật trong Tiêu Thập Nhất Lang của Cổ Long
- Thẩm Tiểu Đình, nữ ca sĩ, thành viên nhóm Kep1er
- Ricky (Tên thật: Thẩm Tuyền Duệ), nam ca sĩ, thành viên nhóm ZEROBASEONE

## Người Triều Tiên họ Shim nổi tiếng
- Shim Hyung-rae (Hanja: 沈炯來, Hán Việt: Thẩm Huỳnh Lai), đạo diễn Hàn Quốc
- Shim Eun-ha (Hanja: 沈銀河, Hán Việt: Thẩm Ngân Hà), diễn viên Hàn Quốc
- Shim Eun Jin (Hanja: 沈銀河, Hán Việt: Thẩm Ngân Hà), diễn viên Hàn Quốc
- Max Changmin (tên thật là Shim Changmin, Hanja: 沈昌珉, Hán Việt: Thẩm Xương Mân), ca sĩ Hàn Quốc, thành viên nhóm TVXQ
- Yoon (Hangul: 심자윤,  tên thật là Shim Ja Yoon, Hán Việt: Thẩm Gia Duẫn), ca sĩ Hàn Quốc, thành viên nhóm StayC
- Sim Jae Yun|Jake (Hangul: 제이크 심재윤), (Hán-Việt: Thẩm Tái Luân), thành viên nhóm nhạc ENHYPEN
- Belle (Shim Hyewon), thành viên nhóm Kiss of Life

## Người Việt Nam họ Thẩm/Trầm nổi tiếng
- Thẩm Oánh, nhạc sĩ dòng nhạc trữ tình trước 1945
- Trầm Tử Thiêng, nhạc sĩ nhạc vàng
- Thẩm Thúy Hằng, diễn viên Việt Nam, tuy nhiên bà mang họ Nguyễn chứ không phải họ Thẩm.
- Thẩm Hoàng Tín, dược sĩ, thị trưởng thành phố Hà Nội giai đoạn 1950 - 1953. Ông cũng là anh họ của nhạc sĩ Thẩm Oánh.
- Trầm Bê, doanh nhân gốc hoa.